# Telč
Telč (njemački: Telsch)  je maleni grad na rijeci Jihlava u južnoj Moravskoj, u Češkoj, u pokrajini Vysočina. Nalazi se blizu grada Jihlava na Češko-Moravskoj visoravni, okružen jezerima, na izvoru Telčský potoka koji se odmah istočno od grada ulijeva u rijeku Moravska Thaya. Telč je podijeljen na naselja: Studnice (Studnitz), Telč Podolí, Telč Staré Město, Telč Štěpnice i Město Telč Vnitřní.
Povijesno središte grada je gradski trg koji je jedinstven kompleks duge urbane plaze s dobro očuvanim renesansnim i baroknim kućama s visokim zabatima i arkadama otvorenim prizemljem. Zbog toga je 1992. godine upisano na UNESCO-ov popis mjesta svjetske baštine u Europi.

## Povijest i znamenitosti
Grad je osnovan u 13 stoljeću kao kraljevska utvrda na vodi, na raskršću trgovačkih putova između Bohemije, Moravske i Austrije. Najstariji spomen grada je iz 1207., a 1315. godine čečki kralj Ivan Luksemurški ga je prodao gospodarima Wartenberga, a 1339. godine oni ga mijenjaju za južnomoravski Bánov s gospodarima Hradeca.
U drugoj polovici 14. stoljeća je u Telču izgrađen gotički dvorac koji je u 15. stoljeću dobio jače zidine i novi toranj-portal. U 16. stoljeću, utvrđeni dvorac nije zadovoljavao potrebe svog vlasnika, plemića Zachariáša od Hradeca, koji ga je dao urediti u renesansnom stilu. Prizemlje je nanovo nadsvođeno, pročelja ukrašena tehnikom zgrafita, a dvorane i stambene prostorije su ukrašene štuko ukrasima i iluzionističkim slikama 1553. godine. Kasnije je dvorac dobio i veliki engleski park.
Nakon što su 1602. izumrli muški nasljednici obitelji Hradec, Telč je pripao obitelji Slavata i grad su 1645. godine poharali Šveđani tijekom Tridesetogodišnjeg rata. Protureformacija je dovela Isusovce u grad koji od 1666. – 67. grade Crkvu Imena Isusova prema planu Domenica Orsija.
Kada je 1712. godine izumrla obitelj Slawata, grad i dvorac je pripao obitelji Podstatští iz Prusinovice (njem. von Prusinowitz), sve do 1945. godine.
Prema popisu iz 1930. godine ovdje je živjelo 4.270 stanovnika u 783 kuća. Za čehoslovačku nacionalnost izjasnilo se 4.182 stanovnika, a 29 za njemačku. Ovdje je živjelo 3.924 rimokatolika, 169 evangelika, 32 pripadnika čehoslovačke husitske crkve i 78 Židova.
Najznamenitiji u Telču je njegov slikoviti gradski trg čije su kuće z 16. i 17. st. postale UNESCO-ova svjetska baština 1992. godine. Gospin stup i fontana u središtu gradskog trga potječu iz 18. stoljeća.
Pored Isusovačke crkve u gradu se nalaze i starije, Crkva sv. (Kostel svatého Ducha) i župna Crkva sv. Jakova (Kostel svatého Jakuba).
Koncem srpnja i početkom kolovoza, od 1982., u Telču se održava jedan od najstarijih glazbenih festivala u Češkoj, Praznici u Telču (Prázdniny v Telči), na kojem sudjeluju slavni češki izvođači, uz kazališne priredbe i umjetničke izložbe i radionice.
- Odraz Crkve sv. Jakova u jezeru
- Slikovita pročelja na trgu
- Zalazak sunca nad Telčem
- Park dvorca u Telču
- Praznici u Telču 2007.

## Gradovi prijatelji
Telč ima ugovore o partnerstvu sa sljedećim gradovima:
- Rothenburg ob der Tauber, Njemačka
- Šaľa, Slovačka
- Waidhofen an der Thaya, Austrija
- Belp, Švicarska
- Figeac, Francuska
- Wilber, SAD

## Vanjske poveznice
- Službena stranica grada  Arhivirana inačica izvorne stranice od 4. veljače 2009. (Wayback Machine) (češ.) (engl.)
- Telč - informacije i kultura (češ.) (engl.)